# Praia da Pedra Redonda
Praia da Pedra Redonda.
A Praia da Pedra Redonda é uma praia situada na cidade de Porto Alegre, capital do estado brasileiro Rio Grande do Sul. Localiza-se dentro da Pedra Redonda, um bairro de classe média alta da zona sul do município. 

## História

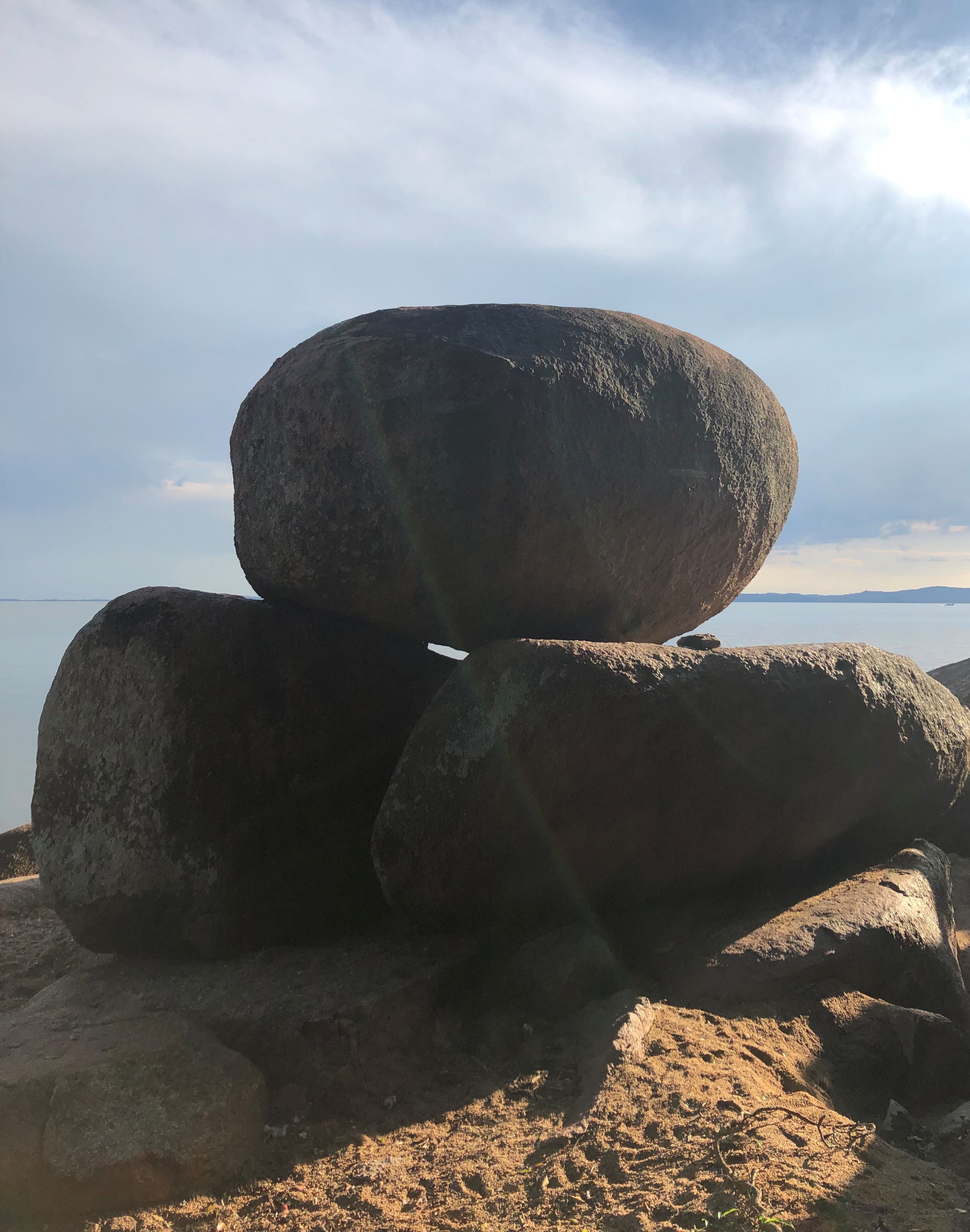
Rochas da praia.

A praia leva esse nome em razão de um conjunto de rochas em formato oval que existe no trecho próximo à rua Augusta Linck, ao lado da sede social da Sociedade de Engenharia do Rio Grande do Sul (SERGS), fundada em 1930. A partir da praia, é possível avistar o município de Guaíba e também o Morro do Sabiá, o qual divide a Pedra Redonda da praia de Ipanema.
Historicamente, a praia teve papel importante no crescimento da zona sul no início do século XX, uma vez que a sua balneabilidade começou a atrair as pessoas da área central da cidade, interessadas em passeios durante o verão e até casas de veraneio e fim de semana. Elas se locomoviam através da extinta Ferrovia do Riacho, cuja locomotiva a vapor fazia o retorno próximo da praia em uma plataforma giratória. O movimento de pessoas impulsionou, durante três décadas, a construção de restaurantes, tendas e até hotéis na região.
Hoje, a praia da Pedra Redonda se caracteriza como um espaço público não muito qualificado, sem infraestrutura mínima para receber visitantes (iluminação, estacionamentos, sanitários, lixeiras, etc). Além disso, os níveis de poluição de suas águas tornam a praia um local inadequado para banho.
Em fevereiro de 2021, como parte da "Operação Verão – Todos por uma Navegação Segura”, militares da Capitania Fluvial de Porto Alegre realizaram a limpeza da praia, de onde foram removidos 220 kg de resíduos.

## Galeria

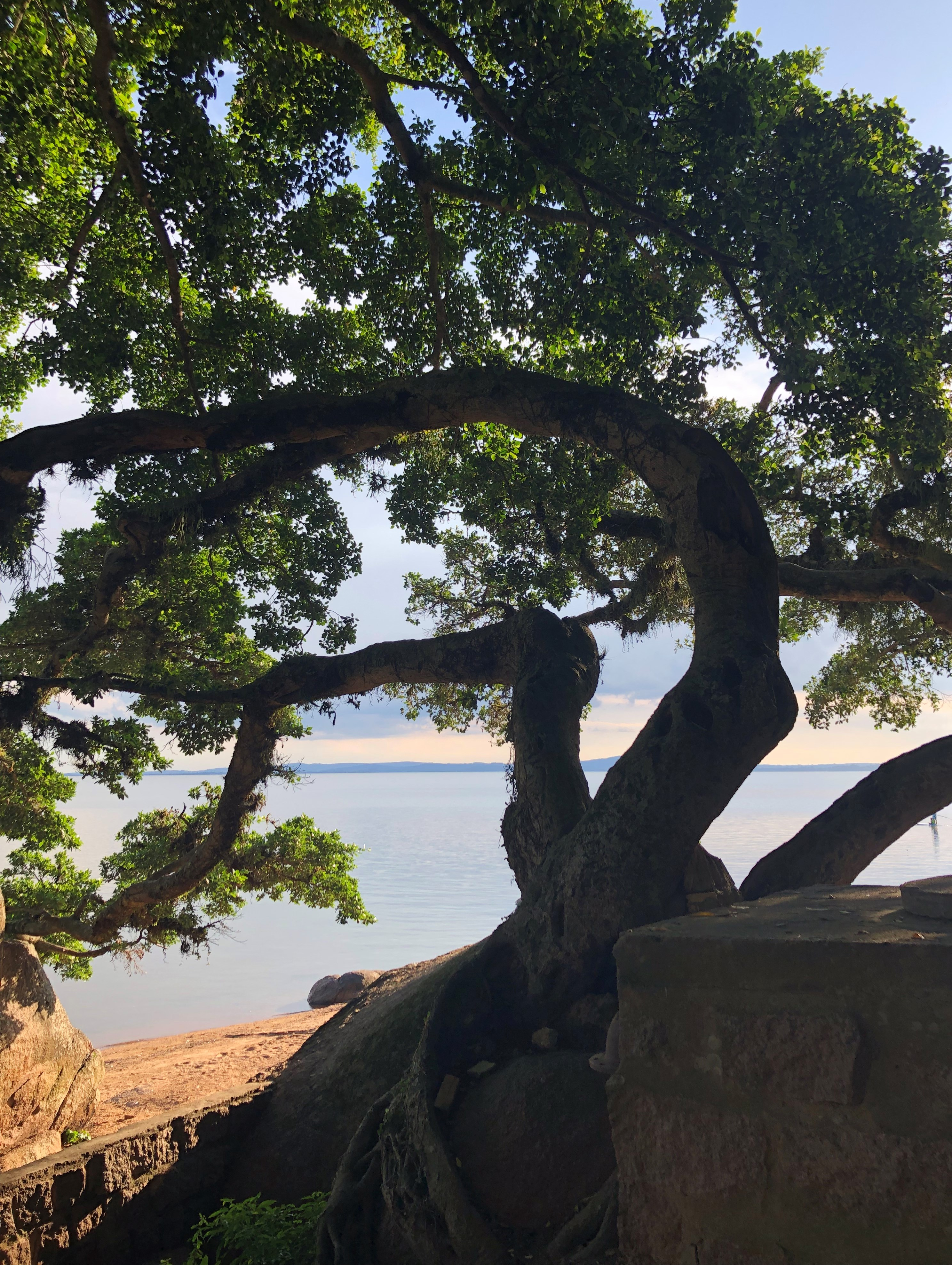
Figueira da rua Augusta Linck.
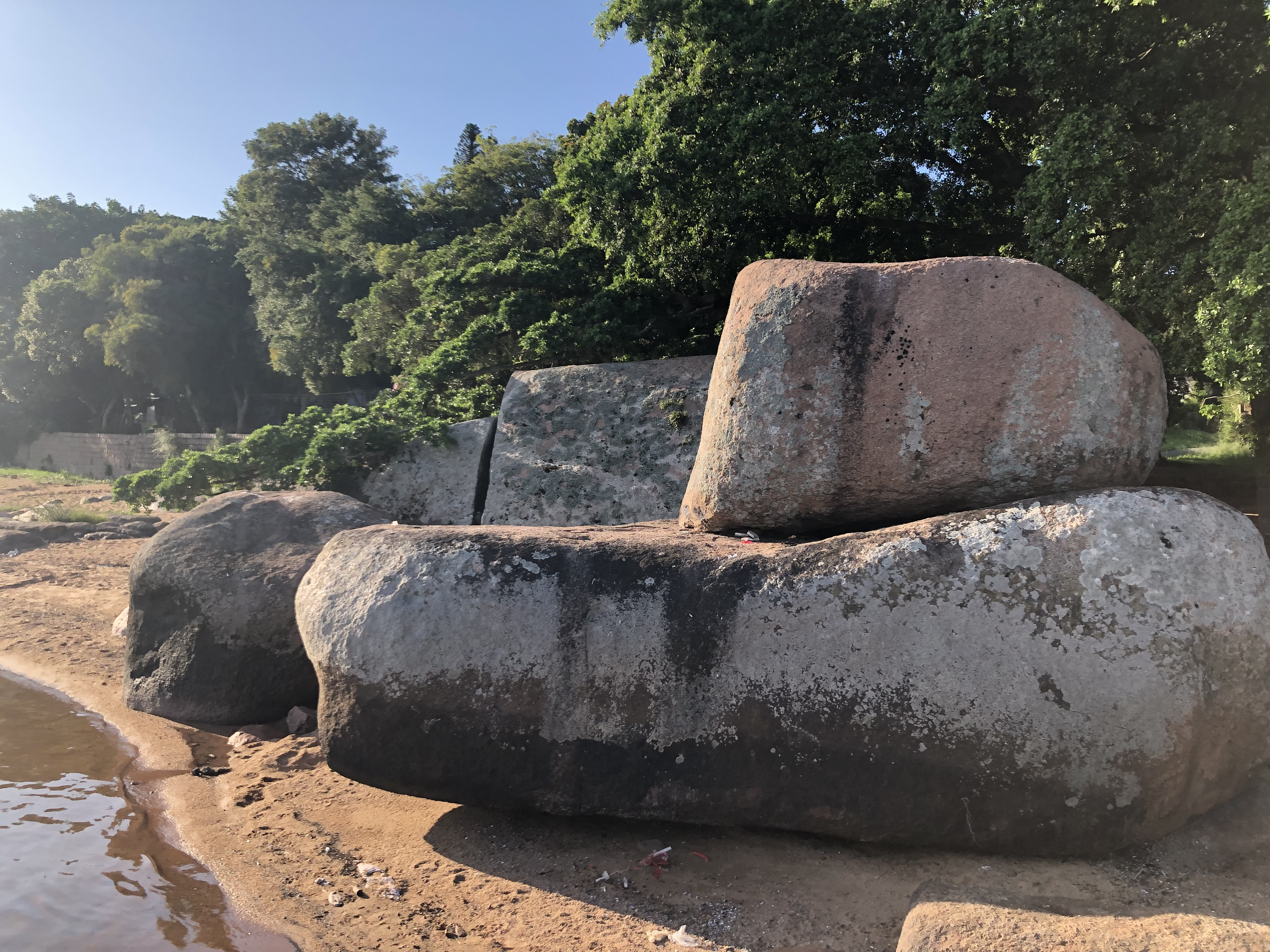
Rochas da praia.
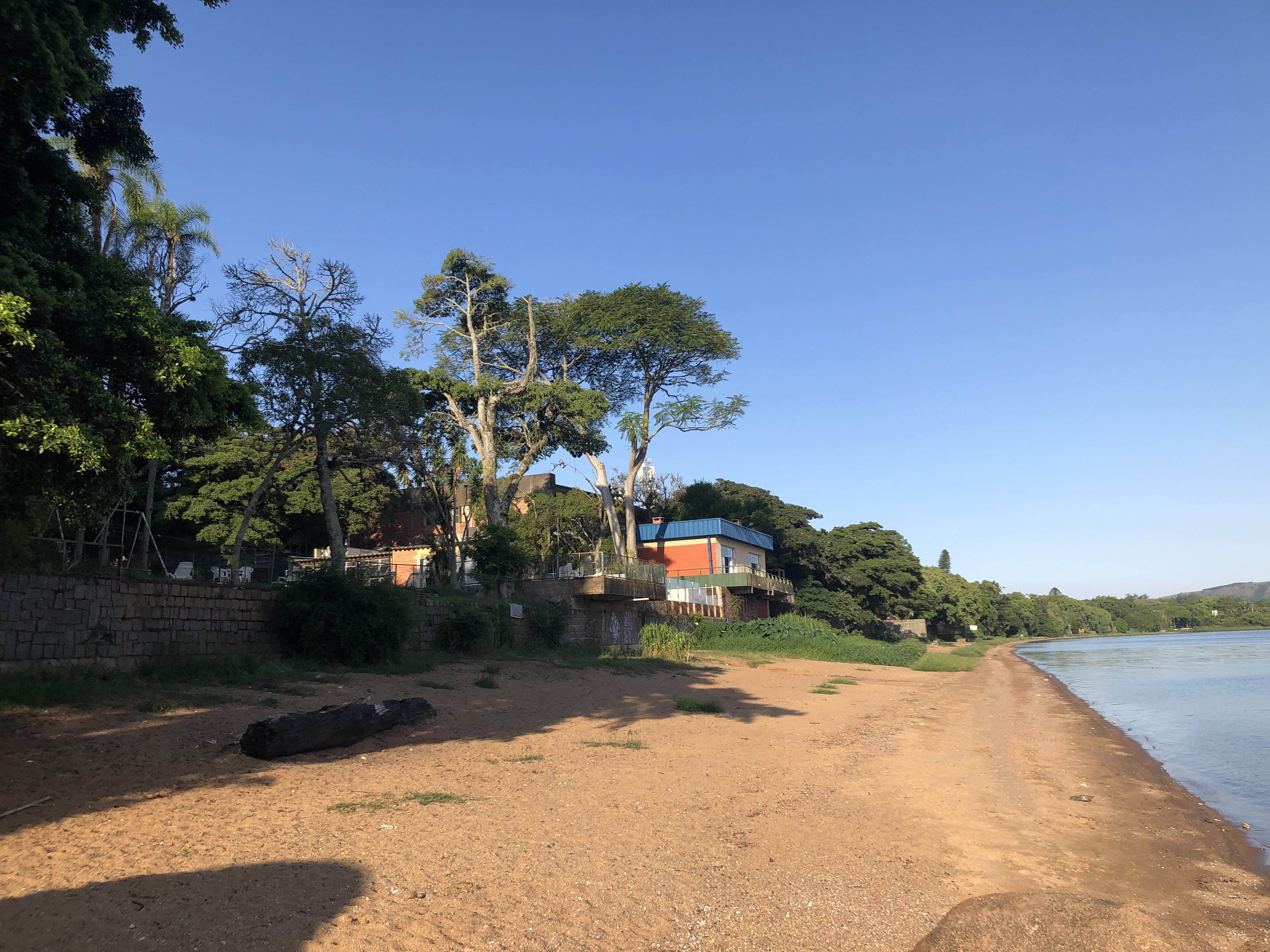
Trecho leste da praia com a SERGS ao fundo.
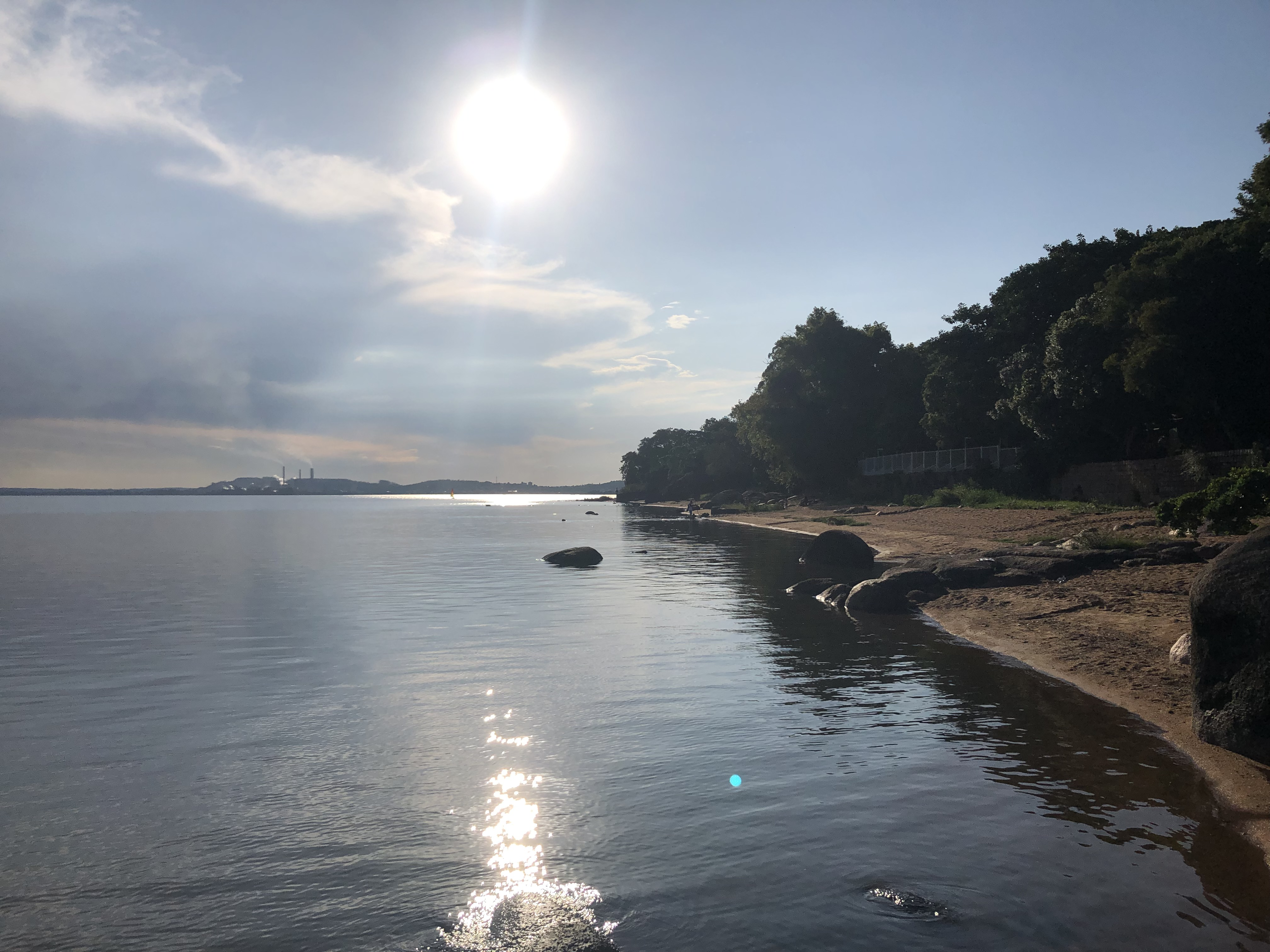
Trecho oeste da Praia, com cidade de Guaíba ao fundo.